# La vie ne me fait pas peur
La vie ne me fait pas peur è un film del 1999 diretto da Noémie Lvovsky.